# ضفدع جبلي أصفر الأقدام
ضفدع جبلي أصفر الأقدام (الاسم العلمي: Rana muscosa) (بالإنجليزية: Mountain yellow-legged frog)‏ هو نوع من البرمائيات يتبع جنس الضفدع الحقيقي من فصيلة الضفادع الحقيقية.